# Fábio de Souza Loureiro
Fábio de Souza Loureiro, o simplemente Fábio de Souza (Río de Janeiro, Brasil, 10 de septiembre de 1980), es un exfutbolista brasileño nacionalizado hondureño, jugó como defensa y su último club fue el Olimpia, en donde se convirtió en gran referente y figura de la institución durante los últimos años.

## Clubes
| Club              | País     | Año         |
| ----------------- | -------- | ----------- |
| Cianorte          | Brasil   | 2002 - 2004 |
| Londrina (cesión) | Brasil   | 2004        |
| Cianorte          | Brasil   | 2005        |
| Victoria          | Honduras | 2005 - 2007 |
| Olimpia           | Honduras | 2008 - 2017 |

## Palmarés

### Campeonatos nacionales
| Título                    | Club                   | País     | Año                  |
| ------------------------- | ---------------------- | -------- | -------------------- |
| Liga Nacional de Honduras | Club Deportivo Olimpia | Honduras | Clausura 2007 - 2008 |
| Liga Nacional de Honduras | Club Deportivo Olimpia | Honduras | Clausura 2008 - 2009 |
| Liga Nacional de Honduras | Club Deportivo Olimpia | Honduras | Clausura 2009 - 2010 |
| Liga Nacional de Honduras | Club Deportivo Olimpia | Honduras | Apertura 2011 - 2012 |
| Liga Nacional de Honduras | Club Deportivo Olimpia | Honduras | Clausura 2011 - 2012 |
| Liga Nacional de Honduras | Club Deportivo Olimpia | Honduras | Apertura 2012 - 2013 |
| Liga Nacional de Honduras | Club Deportivo Olimpia | Honduras | Clausura 2012 - 2013 |
| Liga Nacional de Honduras | Club Deportivo Olimpia | Honduras | Clausura 2013 - 2014 |
| Liga Nacional de Honduras | Club Deportivo Olimpia | Honduras | Clausura 2014 - 2015 |
| Liga Nacional de Honduras | Club Deportivo Olimpia | Honduras | Clausura 2015 - 2016 |

### Distinciones individuales
| Distinción                             | Año  |
| -------------------------------------- | ---- |
| Mejor Defensa del Campeonato Hondureño | 2012 |